# SAN-Ecuador-Flug 832
Der SAN-Ecuador-Flug 832 war ein planmäßiger Inlandsflug der Fluggesellschaft SAN Ecuador von Guayaquil nach Quito. Am 29. April 1983 ereignete sich auf diesem Flug ein schwerer Zwischenfall, als eine Sud Aviation Caravelle VI-R kurz nach dem Start vom Flughafen Guayaquil nach einem doppelten Triebwerksausfall abstürzte. Bei dem Unfall kamen 8 der 100  Personen an Bord ums Leben.

## Maschine
Bei dem verunglückten Flugzeug handelte es sich um eine Sud Aviation Caravelle VI-R mit der Werknummer 125, die ihren Erstflug am 20. Juli 1962 absolviert hatte, ehe sie vier Tage später an die TAP Air Portugal ausgeliefert wurde, wo sie mit dem Luftfahrzeugkennzeichen CS-TCB zugelassen wurde. Am 27. November 1975 wurde die Maschine dann an die SAN Ecuador verkauft, wo sie das Kennzeichen HC-BAT und den Taufnamen La Pinta erhielt. Das zweistrahlige Schmalrumpfflugzeug war mit zwei Triebwerken des Typs Rolls-Royce Avon 533R ausgestattet.

## Ereignisse vom Vortag des Unfalls
Am 28. April 1983 führte der Flugkapitän German Cruz nach einer Triebwerksüberholung einen Testflug mit der Maschine durch. Nachdem er das Flugzeug abgestellt hatte, berichtete er, dass die Maschine sich nicht gut fliegen lasse.

## Unfallhergang
Am Nachmittag des nächsten Tages wurde die Maschine für einen Inlandsflug nach Quito vorbereitet. Im Logbuch war vermerkt worden, dass die Triebwerke erneut überprüft und für gut befunden worden waren. Beim Flug 832 saß erneut Kapitän Cruz am Steuer. Die Maschine erhielt eine Freigabe zum Start von Bahn 21 vom Flughafen Guayaquil. Unmittelbar nach dem Rotieren fiel das linke Triebwerk aus. Der Kapitän beschloss, zum Flughafen zurückzukehren. Während des Umkehrens verlor auch das rechte Triebwerk langsam an Leistung. Die Caravelle erlitt schließlich einen Strömungsabriss und stürzte auf ein matschiges Feld. Der Rumpf brach in drei Teile auseinander. Von den 100 Insassen starben acht, darunter ein Besatzungsmitglied und sieben Passagiere.